# 高砂 (臺灣古名)
高砂，日文漢字也有同翻譯寫成高山國（日语：／ Takasago */?），是日本古籍對臺灣的稱呼，由來與高雄的古稱「打狗」有關。

## 由來
「高砂」一詞，由（Takasagun）訛轉而來，在日本古籍中也寫作塔伽沙谷、塔伽沙古、塔曷沙古。高砂之名一說源自於馬卡道族古城打皷（打狗，Taakao），另一說源自打皷山（打鼓山，Taakaosua），二種說法都與高雄有關。
根據台北帝大校長幣原坦，「高砂」之名源自打皷城（打狗城），打皷族居住在台灣西南岸一帶，擁有相當大的勢力，故「高砂」原指「臺灣」西南岸一帶，後來轉變為「臺灣」全島的名稱。這點與「臺灣」一名原指今臺南安平（同在西南岸）一帶，後泛指全島有異曲同工之妙。

### 高砂國
元和元年（1615年）日本京都金地院所藏「異國渡海御朱印帳」，以「高砂國」（タカサグン）稱呼「臺灣」。

### 高山國
除了高砂國外，亦有翻譯為「高山國」。日本戰國時代大名豐臣秀吉在文祿二年（1593年）派遣前往呂宋的貿易商原田孫七郎赴台灣，以其親筆信致「高山國王」，要求「高山國」向日本朝貢。文書中之「高山國」與「高砂」，日語音同樣為「 Takasagun」。這封信找不到具體的收件人，原件至今仍留在日本。:5
1626年，日本商船船長濱田彌兵衛與荷蘭東印度公司大員當局發生貿易糾紛，為求援引幕府協助，1627年濱田彌兵衛帶領台灣新港社原住民頭目理加與族人及1名漢人通事等16人，以「高山國使節團」（高山国からの使節団）獻上台灣主權給將軍的名義，求見幕府德川家光，以阻止幕府將軍與當時來訪貿易談判的大員長官努易茲會面。金地院崇傳《異國日記》寬永4年11月5日（1627年12月12日）以萬葉假名記載「 takasako」。:12

## 衍生

### 高砂族
日本治台後，延續清朝舊慣，稱呼臺灣族人為「蕃人」，大正十二年（1923年）東宮（皇太子，後來的昭和天皇）訪台，接受阿美族舞蹈表演歡迎，當時介紹人說：「這是蠻族（日文蕃與蠻同音，皆為ばん）」，裕仁當場反問「何以稱朕之國民為蠻族？」認為「蕃人」有歧視的意思，之後對台灣的本土民族都正名為「高砂族」。但是真正落實到行政措施，要到昭和十年（1935年），才將「熟蕃」、「生蕃」改稱「平埔族」、「高砂族」，這也是「高砂義勇隊」命名的由來。不過在行政區劃上，臺灣族居住地仍繼續被稱為「蕃地」。

### 其他
日治時代的五十年間，「高砂」成為台灣的正名，用在台灣的地名、設施、工商團體等，在日本則用在與台灣相關的事物。
- 高砂町：位於基隆市、台中市、台南市
- 高砂橋：位於基隆市，今名中山橋
- 高砂公園：位於基隆市，現已不存
- 高砂寮：位於東京的台灣留學生宿舍
- 高砂丸：大阪商船貨客輪，行駛神戶─基隆航線
- 高砂豹、高砂鋸鍬形蟲等物種
- 高砂麥酒株式會社、高砂製糖株式會社、高砂棒球隊、高砂青年會等組織

## 外部連結
- 《臺灣高砂族系統所屬の研究》：臺灣原住民歷史語言文化大辭典 （页面存档备份，存于），辭條名稱：台灣高砂族系統所屬の研究。擷取於2011-08-08。